# مايك فارلي
مايك فارلي (بالإنجليزية: Mike Farley)‏ هو لاعب كرة قاعدة أمريكي، ولد في 14 يناير 1934 في سانت لويس في الولايات المتحدة، وتوفي في 28 أغسطس 2018 في أريزونا في الولايات المتحدة.